# Druhý úsvit
Druhý úsvit (anglicky Second Dawn) je vědeckofantastická povídka/noveleta britského spisovatele Arthura C. Clarka, která poprvé vyšla v srpnu 1951 v americkém magazínu Science Fiction Quarterly.
V angličtině vyšla také mj. ve sbírce Expedition to Earth.

## Postavy
- Eris – Atheleňan
- Jeryl – partnerka Erise
- Aretenon – athelenský myslitel
- Therodimus – athelenský myslitel

## Děj
Příběh se odehrává na planetě s mírnými klimatickými poměry, kde spolu bojují o potravinové zdroje Atheleňané a Mithriňané. Oba příbuzné druhy jsou inteligentní přežvýkaví býložravci, kteří se pohybují dlouhými skoky. Na předních končetinách mají kopýtka, takže nemohou fyzicky příliš ovlivňovat své prostředí, zato se dokáží telepaticky domlouvat a ovládají vysokou matematiku a filosofii. Oč schopnější jsou v metafyzice, o to bezradnější jsou ve fyzice a dalších vědách souvisejících s hmotou. V probíhající válce Atheleňané zdokonalí ovládání mysli na dálku a využijí jej ke svému vítězství. Je jim však zřejmé, že zanedlouho tuto taktiku zvládne i jejich nepřítel. Jeden z athelenských největších myslitelů, Therodimus, učiní zásadní objev, který dokáže změnit budoucnost ku prospěchu obou druhů. Dostane se do odlehlé části kontinentu, kde narazí na rychle se rozvíjející civilizaci Filenů, kteří vyrábí spoustu užitečných nástrojů a předmětů. S jejich pomocí dokáže Therodimus a jeho tým působit na svůj svět i fyzicky. Tato symbióza vede nakonec k úspěšné stavbě lodí, překonání oceánu a objevu nových území. To je však jen počátek nové éry, v jejímž průběhu bude jednou učiněno poznání radioaktivních prvků.

## Česká vydání
Česky vyšla povídka v následujících sbírkách nebo antologiích:
- Směr času (Polaris, 2002)
- Výprava na Zemi (Baronet, 2007)